# Brinon-sur-Beuvron
Brinon-sur-Beuvron ist eine französische Gemeinde mit 166 Einwohnern (Stand 1. Januar 2022) im  Département Nièvre in der Region Bourgogne-Franche-Comté. Sie gehört zum Arrondissement Clamecy, zum Gemeindeverband Val de Beuvron und zum Kanton Corbigny. Die Bewohner nennen sich Brinonnais bzw. Brinonnaises.
Im Nordosten liegt die Siedlung Courcelles.

## Bevölkerungsentwicklung
| Jahr                       | 1962 | 1968 | 1975 | 1982 | 1990 | 1999 | 2007 | 2019 |
| Einwohner                  | 276  | 284  | 273  | 253  | 259  | 211  | 218  | 171  |
| Quellen: Cassini und INSEE |      |      |      |      |      |      |      |      |

## Sehenswürdigkeiten
- Kirche Saint-Étienne
- Château de Brinon-sur-Beuvron, ein Wasserschloss

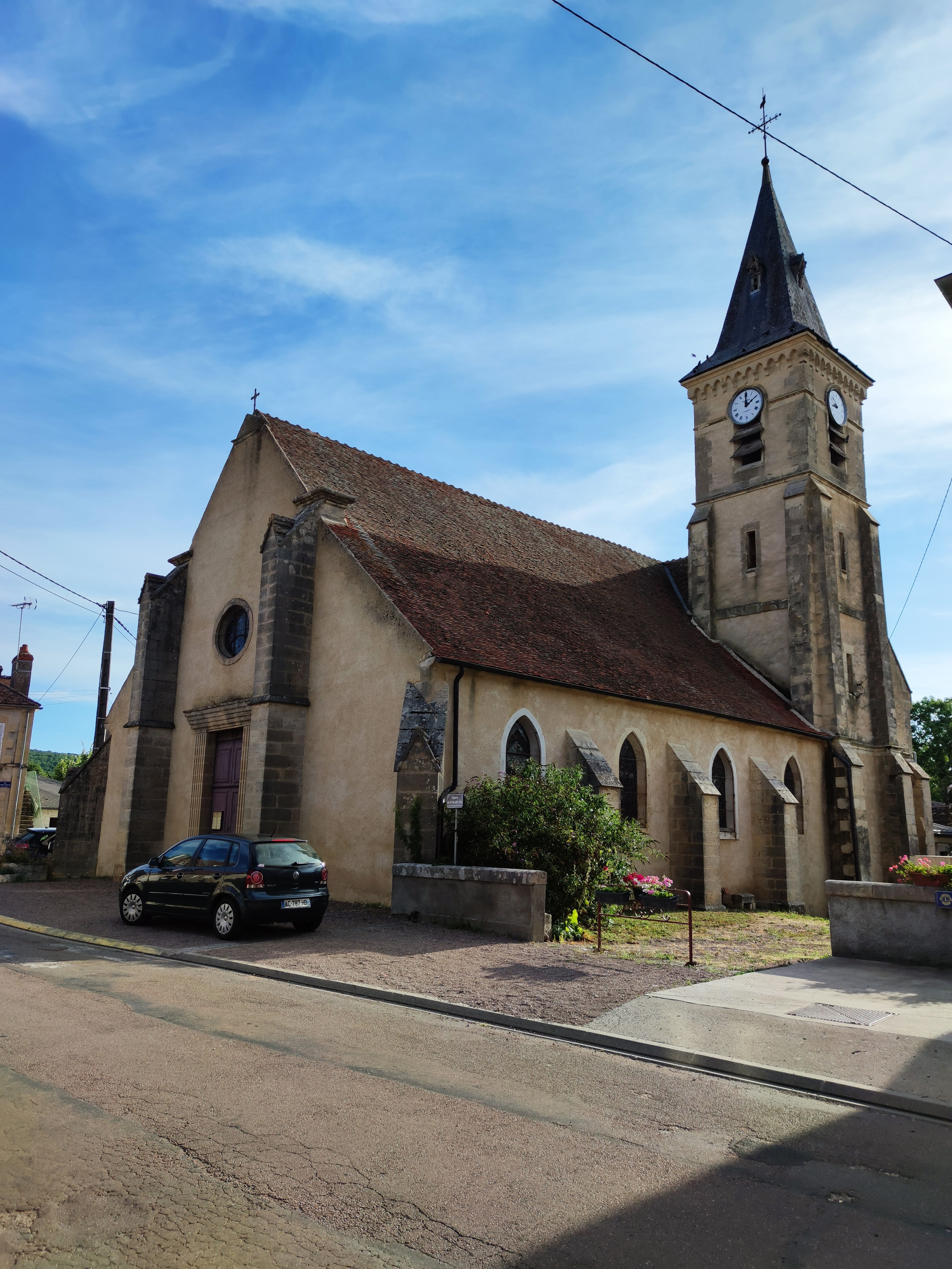
Kirche Saint-Étienne
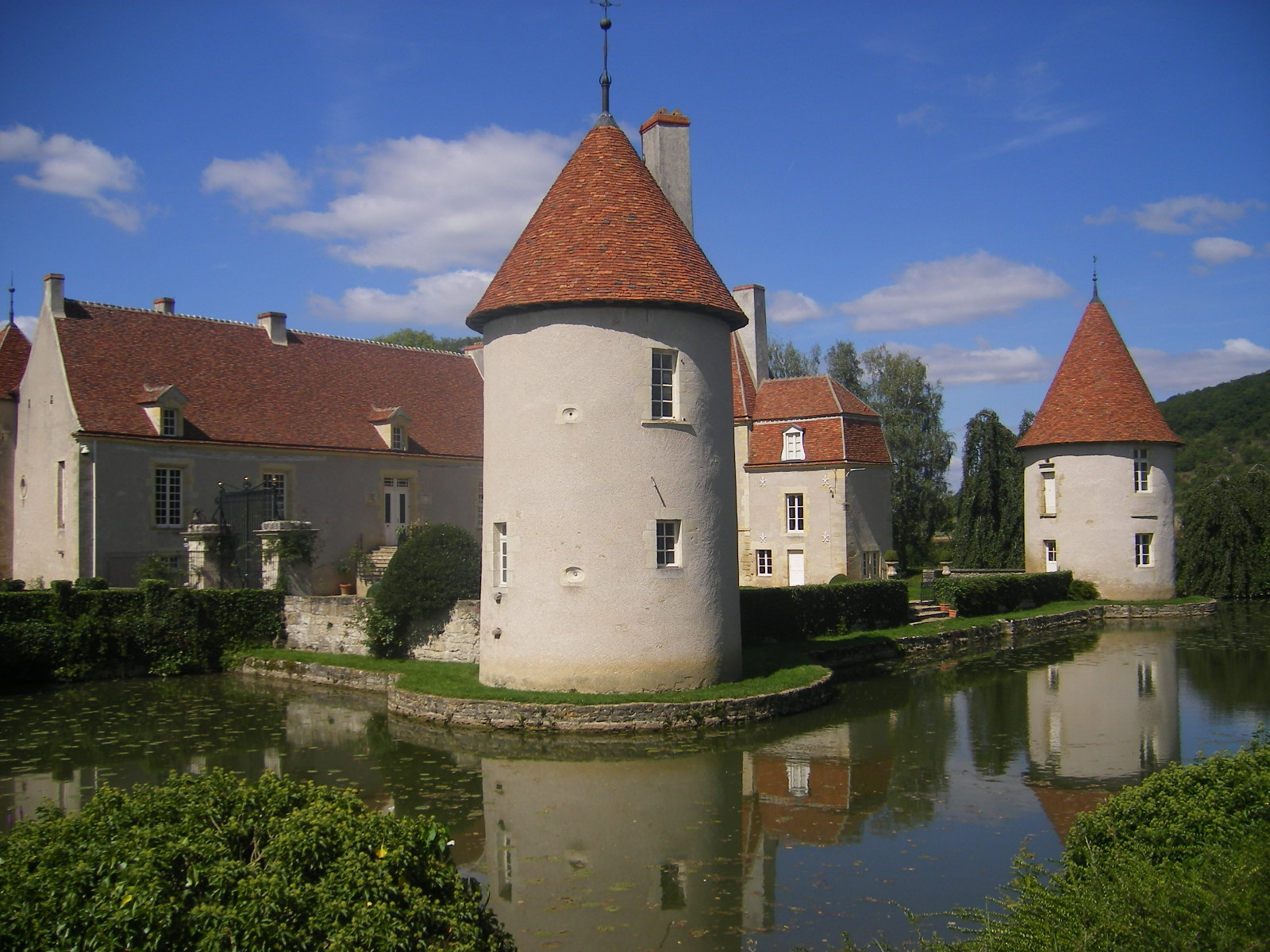
Château de Brinon-sur-Beuvron